# Пыжов, Сергей Михайлович
Серге́й Миха́йлович Пыжо́в (род. 26 мая 1958) — советский футболист, нападающий, полузащитник.

## Карьера
Воспитанник бийского футбола. В 1977 году играл за барнаульское «Динамо». В 1978 году перешёл в киевский
СКА. Бо́льшую часть карьеры провёл в «Кузбассе», за который выступал в 1980—1988 годах. В 1989 году пополнил ряды омского «Иртыша». Завершил карьеру в 1990 году в бийском «Прогрессе».

## Достижения
- Победитель 4-й зоны Второй лиги (2): 1982, 1989
- Серебряный призёр 2-й зоны Второй лиги: 1979
- Бронзовый призёр 2-й зоны Второй лиги: 1978